# 134e méridien ouest
En géographie, le 134e méridien ouest est le méridien joignant les points de la surface de la Terre dont la longitude est égale à 134° ouest.

## Géographie

### Dimensions
Comme tous les autres méridiens, la longueur du 134e méridien correspond à une demi-circonférence terrestre, soit 20 003,932 km. Au niveau de l'équateur, il est distant du méridien de Greenwich de 14 917 km,.
Avec le 46e méridien est, il forme un grand cercle passant par les pôles géographiques terrestres.

### Régions traversées
En commençant par le pôle Nord et descendant vers le sud au pôle Sud, Le 134e méridien ouest passe par:
| Coordonnées           | Pays, territoire ou mer | Notes |
| --------------------- | ----------------------- | --- |
| 90° 00′ N, 134° 00′ O | Océan Arctique          | |
| 74° 41′ N, 134° 00′ O | Mer de Beaufort         | |
| 69° 32′ N, 134° 00′ O | Canada                  | Territoires du Nord — Île Richards et le continent Yukon — sur environ 2 km à partir de 67° 00′ N, 134° 00′ O Territoires du Nord — sur environ 8 km à partir de 66° 59′ N, 134° 00′ O Yukon — à partir de 66° 55′ N, 134° 00′ O Colombie-Britannique — à partir de 60° 00′ N, 134° 00′ O |
| 58° 47′ N, 134° 00′ O | États-Unis              | Alaska — Alaska du Sud-Est (continent) et l'Île de l'Amirauté |
| 57° 19′ N, 134° 00′ O | Passage Frederick       | |
| 57° 04′ N, 134° 00′ O | États-Unis              | Alaska — Île Kupreanof et Île Kuiu |
| 56° 05′ N, 134° 00′ O | Océan Pacifique         | Passe entre l'Île du Couronnement et Île Warren (en), Alaska, États-Unis Passe juste à l'ouest de l'Île Noyes (en), Alaska, États-Unis |
| 60° 00′ S, 134° 00′ O | Océan Austral           | |
| 74° 29′ S, 134° 00′ O | Antarctique             | Liste des territoires non revendiqués |